# Macrognathus guentheri
Macrognathus guentheri — вид цілозябровикоподібних риб родини хоботорилих (Mastacembelidae).

## Поширення
Ендемік Індії. Мешкає у прісних водоймах у Західних Гатах лише у штаті Керала.

## Опис
Максимальний розмір цієї риби може досягати 26 см, а середній розмір становить 20 см.